# Причудье
Причудье — историко-географический регион, охватывающий акваторию Чудского озера, его острова, берега, бассейны впадающих в него рек.

## Хозяйственная деятельность
Как и находящееся ниже по течению Принаровье, данный регион сближается по типу хозяйствования с российским Нечерноземьем, но, из-за близости крупных водоёмов, здесь большую роль традиционно играло рыболовство. К традиционным культурам относят лук и цикорий. Своеобразный отпечаток на Причудье наложила и его довольно пёстрая этническая картина.

## История
В XI—XII эсты, долго сохранявшие язычество, испытали на себе влияние культуры Древней Руси, а затем и соседнего Псковского княжества. Первые русские поселения здесь возникали чересполосно с эстами и сету. Но постепенное продвижение германских государств на восток приостановило русское влияние. Первые русские переселенцы в большинстве своём ассимилировались, но при их участии на юго-западе Причудья сформировались православные финно-угорские субэтносы сету и выру. С середины XIII до начала XVIII века западный берег Чудского озера, входивший в состав Ливонского ордена, развивался в ином политическом измерении, которое наложило отпечаток на хозяйственные модели местного населения разных национальностей. В XVI веке российское влияние в регионе вновь начинает постепенно усиливаться: на западный берег Чудского озера проникают русские рыбаки, на юго-востоке начинают свою деятельность православные Печорский и Мальский монастыри. После собора 1666 в западное Причудье устремился поток русских старообрядцев поморского и федосеевского толка. Именно здесь сложилась наиболее сложная система межэтнических отношений сектарного типа. Русские старообрядцы здесь селились отдельно от православных русских. Обе общины занимались меновой торговлей с эстами, которым поставляли рыбную продукцию в обмен на мясо, молоко, сыр, скотину. Русские также занимались заготовкой цикория и сбытом его в Санкт-Петербурге, куда ездили на заработки местные отходники (позднее также и в Одессу). И русские и эсты западного Причудья страдали от безземелья, поскольку владельцами большей части земли в Лифляндии были остзейские немцы и данная ситуация сохранялась и в период вхождения обоих берегов Причудья в состав Российской империи (1721—1918).

## Переселение прибалтов в восточное Причудье
В 1816 и 1819 гг. царские законы освободили автохтонных балтийских крестьян Эстляндской и Лифляндской губерний от крепостной зависимости, но без земли, которую продолжали контролировать немецкие бароны. Более того, свыше 100 тыс. эстонских и латышских крестьян в 1840-х годах обратились в православие с целью освободиться от засилья немецких помещиков с помощью правительства российской империи. Очередная волна аграрных реформ 1849 и 1856 годов дала местным крестьянам право выкупать землю в собственность, но остзейские дворяне часто просили слишком большую плату за землю или же за её аренду. Земельный голод вновь обострился. В этих условиях началась массовая миграция эстонского и латышского населения из прибалтийских губерний в восточное Причудье, входившее в состав великорусских губерний — Санкт-Петербургской и Псковской.
Гдовский и Лужский уезды Санкт-Петербургской губернии стали особенно привлекательны для мигрантов из Прибалтики. В Гдовском уезде доля эстонцев к 1897 году достигла 10,5 % (15 278 чел из 145 573 жителей уезда) (Первая всеобщая перепись по данным анализа 1903), а к началу 1920-х годов эстонцев здесь было 11,05 %. (16 882 чел.) (Золотарев, 1926). В Лужском уезде доля эстонцев была меньше: в 1897 году она составила 3,6 % (4805 чел. из 133 466 жителей уезда), а в начале 1920-х годов поднялась до 5,1 %. (9021 чел.). Кроме эстонцев, в Лужском уезде заметной была и доля других финно-угорских народов. По всероссийской переписи населения 1897 г. в том же Лужском уезде 0,75 % населения (1001 чел.) составили финны, и ещё 0,5 % (635 чел.) — ижорцы.
В 70-е годы XIX века в Печорский уезд массово устремились безземельные латыши и эстонцы, которым русские помещики Псковской губернии распродавали наиболее неудобные земли (болота, пустоши) для образования хуторов. В дальнейшем подобная политика оказалась весьма рискованной для сохранения русского этнического большинства: несмотря на русификацию части сету, внешний край русской этнической территории в этом регионе был в конечном счёте утрачен в пользу новых балтийских государств в 1920-х годах.